# Лалєнков Дмитро Валерійович
Дмитро Валерійович Лалєнков (нар. 4 травня 1966; Стаханов Луганська область, УРСР) — український актор та сценарист. Заслужений артист України. П'ятиразовий лауреат професіональної театральної премії «Київська пектораль».

## Життєпис
Дмитро Лалєнков народився 4 травня 1966 року в місті Стаханов (тепер Кадіївка) Луганська область. У дитинстві серйозно займався боксом, був чемпіоном України. Дідусь Дмитра Лаленкова був диригентом, батько — Валерій Лаленков грав у симфонічному оркестрі. 
Один рік навчався у музичному училищі імені Глієра, на факультеті вокалу. Дмитро Лалєнков закінчив Київський державний інститут театрального мистецтва імені Івана Карпенка-Карого (зараз Київський національний університет театру, кіно і телебачення імені Івана Карпенка-Карого). Працював у Національному академічному театрі російської драми імені Лесі Українки.
Знявся у фільмах: «Каїн» (1992), «Дике кохання» (1993) «Жорстока фантазія» (1994), «Принцеса на бобах» (1997), «Слід перевертня» (художник Симоненко), «Життя як цирк», Доярка з Хацапетовки 2: Виклик долі та інших. Роль Роми в комедійному телесеріалі «Леся+Рома» (2005–2007).
В Театрі драми і комедії на лівому березі Дніпра працював з 2009 по 2016 рік. Дебютував 16 жовтня 2009 року у прем'єрній виставі «Граємо Чонкіна» у ролі Плечового.

## Особисте життя
Був одружений з акторкою Олена Стефанська, з якою у шлюбі має двох синів: Микиту (нар. 23 червня 1990) та Іллю (нар. 12 червня 2005).

## Ролі в театрі
Київський академічний театр драми і комедії на лівому березі Дніпра
У театрі працював з 2009 по 2016 рік. Дебютував 16 жовтня 2009 року.
- «Плечовий» — «Граємо Чонкіна» за романом Володимира Войновича «Життя і незвичайні пригоди солдата Івана Чонкіна» (2009)[5]
- «Граємо в дурня» за п'єсою Франсіса Вебера «Вечеря з дурнем»

Національний академічний театр драми імені Лесі Українки
У театрі працював з 1989 по 2004 роки. Всього зіграв понад тридцять ролей російського і світового репертуару
- «Дама без камелій» Т. Реттигена, режисер Роман Віктюк — Рон (1992)
- «Запрошення в замок», Ж. Ануя, режисер Владислав Пазі — Фредерік і Орас (1992)
- «Благо — дарю!…» (бенефіс Ади Роговцевої) за мотивами п'єс А. Дяченка, режисер Костянтин Степанков — Він (1993)

## Фільмографія
1. 1993 — Дике кохання (Україна)
2. 1994 — Жорстока фантазія (Україна, Литва)
3. 1996 — Дякую за те, що ти є…
4. 1997 — Принцеса на бобах
5. 2000 — Життя як цирк (Пригоди кинутого чоловіка)
6. 2002 — Нероби — Сергій
7. 2002 — Шум вітру — Андрій
8. 2002 — Прощання з Каїром — епізод
9. 2004 — Джокер — Саша
10. 2004 — Секонд-хенд
11. 2004 — Украдене щастя
12. 2005 — Дванадцять стільців — Ізнуренков, просто поет
13. 2006 — Богдан-Зиновій Хмельницький
14. 2006 — Леся+Рома. Не наїжджай на Діда Мороза!  — Рома
15. 2006 — Мій принц — Павло, партнер Алли по бізнесу
16. 2006 — Криваве коло — Ілля Удальцов
17. 2006 — Кактус і Олена — Роман Самохвалов, прокурор
18. 2006 — Будинок-фантом у придане — Петро, друг Паші
19. 2006 — Дідусь моєї мрії — Євген Шевченко
20. 2006 — Зоряні канікули — 1-й астронавт
21. 2007 — Битви сонечок — Дмитро Бобров
22. 2007 — Вбити змія — Родрігес
23. 2007 — Сьома пелюстка — Валентин Тимофійович, чоловік Віри
24. 2007 — Свої діти — вчитель фізичного виховання
25. 2007 — Психопатка — Гоша, поет-актор, гість на ювілеї
26. 2007 — Мовчун — Микола Локтєв
27. 2007 — Кольє для снігової баби — Діма
28. 2008 — Заходь-не бійся, виходь-не плач — Альфред, коханець Стели
29. 2008 — Роман вихідного дня — Едуард Вікторович Холодков
30. 2008 — Леся+Рома. Мільйон від Діда Мороза — Рома
31. 2009 — Викрадення Богині — Еммануїл Фицлер, ілюзіоніст
32. 2009 — По закону — Кречетов
33. 2009 — Незакінчений роман
34. 2009 — Її серце — директор радіоканалу
35. 2010 — Хроніки зради — Андрій
36. 2011 — Пушкен
37. 2013 — Бідна Liz — Колька Соколов
38. 2015 — Незламна — працівник Особливого відділу
39. 2016 — «Я з тобою» — пан Борис

## Телесеріали
1. 2001 — Слід перевертня — Андрій Симоненко, художник
2. 2003 — Роксолана 3. Володарка імперії
3. 2004 — Попіл Фенікса — Молох
4. 2005 — Золоті хлопці — Ілля Удальцов (Сироткін), художник
5. 2005 — 2007 — Леся+Рома — Рома
6. 2006 — Обережно, блондинки!
7. 2006 — Вовчиця — Аркадій Стрілецький
8. 2007 — 2009 — Доярка з Хацапетівки — Павло, начальник охорони
9. 2009 — Викрадення Богині — Еммануїл Фіцлер, ілюзіоніст
10. 2010 — Єфросинія — Карпов, режисер
11. 2011 — Пончик Люся — Євген Іванович Панченко
12. 2012 — Страшна красуня — Вадим Семенович
13. 2012 — Стань мною — Алсуф'єв, кінозірка
14. 2012 — Світ Соні — Степан, чоловік Соні
15. 2012 — Особисте життя слідчого Савельєва —Аркадій Сергєєв, директор ліцею
16. 2012 — Повернення Мухтара-8 — Ігор Васильович, батько Каті
17. 2013 — Сашка — Привалов Володимир Миколайович, лідер партії «Прогрес»
18. 2013 — Сусіди по розлученню — ветеринар
19. 2013 — Жіночий лікар-2 — Гліб Терьохін
20. 2013 — Бідна Liz — Микола Соколов, батько Олі
21. 2014 — Впізнай мене, якщо зможеш — адвокат Дениса
22. 2014 — Дворняжка Ляля — Іван Свиридов
23. 2014 — Брат за брата-3 — Андрій Пузанов, бізнесмен
24. 2014 — Білі вовки-2 — Владислав Романович Меланін
25. 2015 — Ніконов і Ко — Льова, сусіда Ніконова
26. 2016 — Чудо за розкладом — Федір Іванович Кримов
27. 2016 — Громадянин Ніхто
28. 2018 — Опер за викликом

## Нагороди та премії
- 2006 — «Телетріумф» за найкращий серіал «Леся+Рома»[6].
- «Київська пектораль»
- Заслужений артист України